# 2222 Lermontov
2222 Lermontov este un asteroid din centura principală, descoperit pe 19 septembrie 1977 de Nikolai Cernîh, iar pe 1 martie 1981 a fost numit în cinstea poetului rus Mihail Lermontov.